# 페이스리프트 (자동차)
자동차 제조업에서 페이스리프트(facelift) 또는 모델 체인지(Model change)는 자동차가 새로운 모델로 변경되는 것을 의미하며 대략 4개의 개념이 있다.

## 풀 모델 체인지 (Full Model Change)
자동차의 전체적인 디자인, 파워트레인, 플랫폼 등의 구조가 바뀌는 것으로 완전히 세대교체가 되는 것을 의미한다.
보통 풀 모델 체인지를 할 때 제조사의 새로운 패밀리룩 등을 채용하는 것이 대부분이나, 일부 모델의 경우 기존 디자인 테마를 그대로 계승하기도 한다.

## 페이스리프트 (Facelift)
자동차의 약간의 실내외 디자인 변경을 의미한다. 보통 기본적인 프레임은 그대로 두고 디자인만 소폭 변경하는 것이 대부분이나, 디자인 변경과 동시에 플랫폼까지 바꾸거나 이전 모델의 디자인의 흔적을 찾아보기 어려울 정도로 대폭 변경하는 경우도 있다. 또는 실제로는 페이스리프트한 모델이지만, 제조사에서 신형 모델로 마케팅하여 판매하는 경우도 있다.
마이너 모델 체인지와 페이스리프트는 구분이 모호한 경우가 많아서 같은 개념으로 보기도 한다.

## 마이너체인지 (Minor Change)
자동차의 부분적인 설계를 변경하여 출시되는 것을 의미하며, 페이스리프트와의 차이점은 차체 디자인에 일부 디테일을 추가하거나 등화류의 패턴밖에 바꾸지 않는다는 것이다. 

## 연식변경 (Model Year)
연 단위로 모델의 부분적인 상품성을 개선하는 것으로, 옵션이나 편의 사항을 조금 추가하는 정도로 비교적 간단한 변경이 특징이다. 

## 참고 자료
- 모델체인지, 연식 변경, 페이스리프트 … 사람의 일생과 비슷해